# كي ميل
كي ميل هو عميل بريد إلكتروني لواجهة كدي.
يدعم البرنامج رسائل لغة ترميز النص الفائق وبروتوكول مكتب البريد وجميع خصائص البريد الإلكتروني تقريباً.

## مميزات
- الفلترة وصيد السخام.
- يأتي جاهز مع برنامج كونتاكت.

## وصلات خارجية
- صفحة كي ميل.